# La Seine à Asnières
La Seine à Asnières é uma pintura de Claude Monet. Realizada em 1873 a óleo sobre tela, a obra, ofuscada pelo brilhantismo de Impression, soleil levant (pintado no mesmo ano), pertence à colecção do Museu do Hermitage, em São Petersburgo.

## Local
Asnières, localizada nas proximidades de Paris, era uma comunidade independente no século XIX, popular como local de recreio da nova burguesia parisiense e pelo seu pequeno porto, onde atracavam variados barcos e onde os pescadores, matinalmente, descarregavam a sua carga.
Além de atrair a burguesia que, querendo manter-se alheia à confusão da grande metrópole francesa nos tempos de recreio, procuravam o abrigo da povoação, o local atraiu os amigos que pouco tempo mais tarde formariam o Grupo dos Impressionista. Monet, o «líder», foi o primeiro a frequentar o local.

## Descrição
Neste quadro, o tema são os bancos de areia nas margens do Sena, em frente à população. Do rio, vêem-se as duas margens. De uma delas, na margem esquerda da tela, não mais se vê do que uma pequena porção de areia e uma quantidade massiva de barcos atracados deste lado do rio oposto à povoação, visível em segundo plano.
Apesar da brilhante representação dos reflexos das embarcações e das casas nas águas do Sena, o mais interessante no quadro é mesmo o segundo plano. O segundo plano é formado pela outra margem do rio, pelo casario disposto irregularmente e pelas árvores que o sucedem. A disposição aparentemente confusa das casas, coordena um encadeamento rítmico destas, numa sequência feita desde a margem direita da tela até à margem esquerda, com as árvores.
Seguindo a sequência supra-apresentada, as casas maiores, nomeadamente as mais nobres, localizam-se à margem direita da tela, as de altura média, dispostas de forma frenética, a meio da tela, e as mais baixas, na margem esquerda. As árvores merecem a mesma coordenação que as casas, sendo que as maiores, nomeadamente ciprestes, sucedem as casas mais altas, e assim sucessivamente até à margem esquerda do quadro.
O quadro reflete uma cena perto do final da tarde. Não é somente uma vista sobre uma zona de recreio em voga, mas, mais do que isso, é uma enfática composição poética construída sobre a impressão da luz do sol da tarde sobre a povoação piscatória, antes do pôr-do-sol e da queda da noite no local.
O quadro foi transferido da Alemanha para o Museu do Hermitage, em São Petersburgo, Rússia, após a Segunda Guerra Mundial.